# Tétrapole syrienne

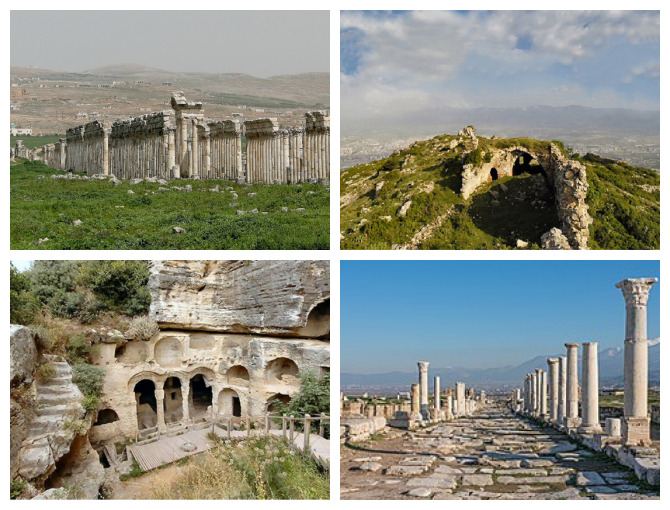
Vestiges des villes de la tétrapole syrienne.

La tétrapole syrienne est une appellation remontant au moins à Strabon et désignant, à l’époque hellénistique, un ensemble composé par « quatre villes sœurs » situées dans le royaume séleucide au nord de la Syrie : Antioche (aussi appelée Antioche Epidaphné ou Antioche-sur-l’Oronte), Séleucie de Piérie, Laodicée (Laodicée-sur-mer) et Apamée. 

## Fondation

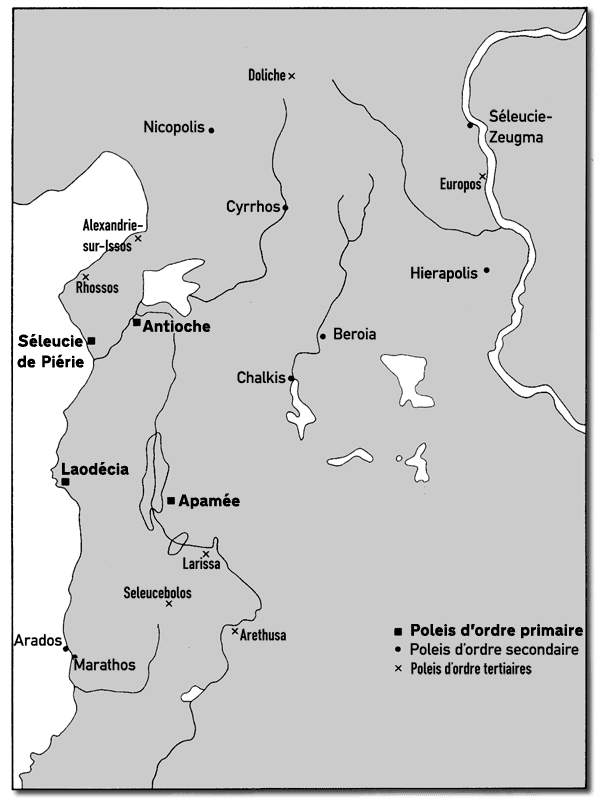
Le réseau urbain en Syrie séleucide avec la tétrapole.

Après la bataille d'Ipsos en 301 av. J.-C. qui met fin à la troisième guerre des Diadoques, Séleucos, dont le cœur du domaine est alors centré sur la Mésopotamie et Babylone, s’empare de territoires antigonides, parmi lesquels la Syrie du Nord. Le pays est alors peu peuplé et peu urbanisé, bien que riche grâce à une agriculture développée et un accès à la mer qui, bien qu’alors largement inexploité, offre à Séleucos un moyen d’accès à la Méditerranée. Ce potentiel de puissance est très vite remarqué par Séleucos, qui ordonne aux alentours de 300 (avril pour Séleucie de Piérie, mai pour Antioche) la fondation quasi simultanée des quatre cités, accompagnées par plusieurs fondations d’importance moindre dans la région. Séleucos semble s’appuyer sur des élites ayant une connaissance ancienne de la région, comme le personnage de Larichos, fils de Laomédon, satrape de Syrie jusqu’en 323. La rapidité de décision et d’exécution des faits peut s’expliquer par la nécessité de sécuriser rapidement la riche région face aux puissances frontalières. À  petite échelle, la tétrapole doit aussi s’insérer dans une stratégie globale, en étant le point d’ancrage de cette région à la fois frontalière et maritime.
Les cités sont fondées sur des sites déjà occupés. Malgré une volonté de faire émerger des fondations ex nihilo, Séleucos doit composer avec les populations, indigènes d’une part, et surtout macédoniennes arrivées depuis la conquête d’Alexandre le Grand, d’autre part, déjà installées. Les premiers Macédoniens font l’objet d’une attention particulière dans la mesure où leur fidélité penchent alors davantage du côté d’Antigone le Borgne, initiateur de leur colonisation. Leurs cités sont détruites ou refondées afin de ne pas laisser de noyaux pro-antigonides sur le territoire fraîchement conquis. Les nouveaux arrivants sont au contraire les vétérans des campagnes séleucides de la décennie 310-300.
Antioche se substitue à la colonie macédonienne de Bôttia, à proximité du site d’Antigonie, fondée sur l’Oronte par Antigone le Borgne en 307-306. La population de cette dernière, macédonienne, aurait alors rejoint la nouvelle fondation, tout comme ses matériaux de construction. Séleucie de Piérie remplace un village indigène de cultivateurs et marchands près de la bouche de l’Oronte. Il est également possible que la population d’Antigonie ait rejoint Séleucie, plutôt qu’Antioche. Laodicée se construit à partir de deux villages, Ramitha et Mazabda. Enfin l'acropole d'Apamée est établie sur le site du village de Niya et de la colonie macédonienne de Pella.

## Symbolique
La propagande politique se lit déjà dans la volonté de construire, le plus possible, ex-nihilo, et rapidement les quatre cités de Séleucos en Syrie, et de montrer la capacité à maîtriser le paysage, en particulier le littoral jusque-là sauvage car n’offrant pas de port naturel et alors inexploité par les autochtones. Bien qu’avec très peu de données, certains chercheurs ont détecté pour l’époque séleucide un urbanisme aérien et normalisé, avec des îlots de dimensions régulières, qui s’inscrivent dans cette communication de l’image d’un roi maîtrisant son territoire, et donc fort.
Le récit des fondations est connu grâce à l’auteur byzantin du VIe siècle Jean Malalas , qui s’inspire du rhéteur du IVe siècle Libanios, originaire d’Antioche. Libanios s'appuie ici sur des sources probablement contemporaines de Séleucos, aujourd’hui disparues. La précision du récit est le signe d’un soin tout particulier apporté à l’élaboration du mythe fondateur par Séleucos. Les éléments mis en avant dans le mythe fondateur doivent ainsi conforter les colons. Le mythe raconte par exemple qu’un aigle, envoyé de Zeus, dieu auquel Séleucos associe son règne, aurait désigné l’emplacement de la future Antioche.
La dimension symbolique et l’inscription dans la continuité prend aussi son sens dans la toponymie du territoire, qui doit évoquer non seulement l’onomastique de la dynastie séleucide, par les noms de cités — le nom d’Antioche renvoie au père de Séleucos, Séleucie de Piérie à lui-même, Apamée à son épouse et Laodicée à sa mère — mais aussi la Macédoine : l’Oronte est par exemple rebaptisé Axios, fleuve majeur de Macédoine, sa partie occidentale prend le toponyme macédonien de Piérie, et est finalement envisagé de façon similaire au fleuve européen dont il prend le nom. Séleucos est pour finir présenté comme seul héritier d’Alexandre.
| Nom de la ville    | Relation avec Séleucos Ier |
| ------------------ | -------------------------- |
| Antioche           | Son père/ Son fils         |
| Laodicée           | Sa mère                    |
| Apamée             | Son épouse                 |
| Séleucie de Piérie | Lui-même                   |

L’aménagement, la toponymie et les mythes fondateurs de la tétrapole sont la preuve de l’établissement dès l’origine d’un parallélisme entre Alexandre et Séleucos et entre la Macédoine et la Syrie du Nord. Séleucos y conçoit un moyen de s’assurer doublement de la fidélité des Macédoniens qui peuplent la tétrapole, « Macédoine métaphorique ».

## Changement du centre de gravité politique

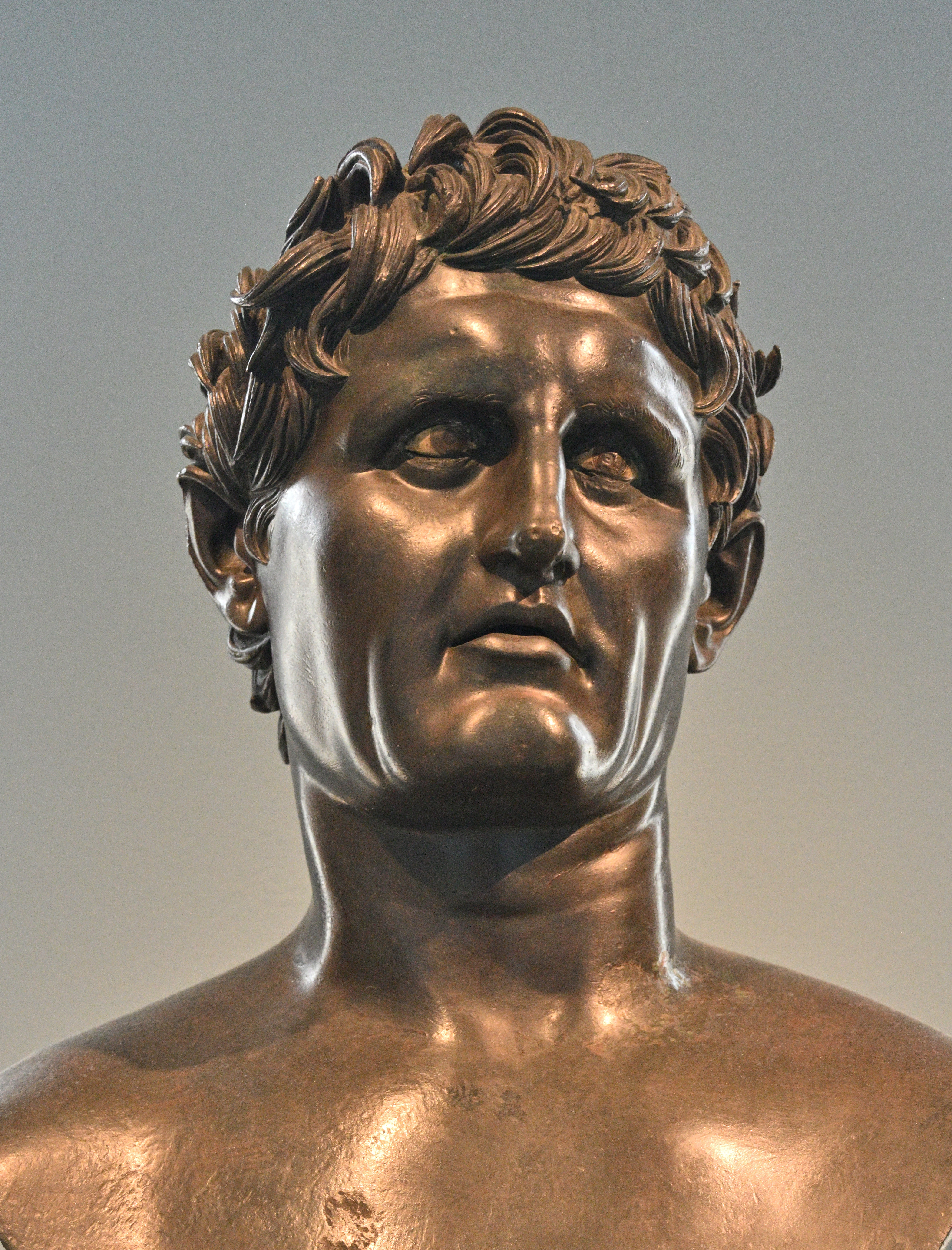
Buste de Séleucos Ier, premier roi séleucide et fondateur de la tétrapole.

Pour les contemporains, la tétrapole est durant la période hellénistique indissociable des souverains séleucides, même s'ils ne sont désignés « rois de Syrie » que postérieurement par les auteurs romains. 
Avant la construction de cette tétrapole c'est Babylone qui fait office de capitale de l'empire d'Alexandre. Et durant la guerre des Diadoques on voit l'intérêt que ces derniers portent à la ville de Babylone. En possédant cette ville, un souverain légitime son pouvoir sur l'empire. Après la fin de la guerre des Diadoques et avec la création de cette Séleucide en Turquie on voit un basculement du centre de gravité. Il y a une volonté de Séleucos de s’approprier la Turquie et la Syrie, et de pouvoir commercer sur la Méditerranée avec les nouveaux ports.
Cependant on voit la création d’une autre Séleucide, celle du Tigre,  ayant pour volonté de rééquilibrer et dominer Babylone. La tétrapole a pour but d’accueillir de nombreux colons mais aussi d’accueillir des centres de pouvoirs. Ce sont des villes qui peuvent accueillir les institutions de Séleucos Nicator. On peut aussi voir à travers cette construction une volonté de légitimer son pouvoir en s’inscrivant dans les traces d’Alexandre le Grand par la construction de villes.  
Le lien entre la tétrapole syrienne et le roi est en effet fort. Il semble toutefois difficile de tirer une hiérarchie entre les villes. Antioche serait la plus importante des quatre  : c’est là que le roi réside apparemment le plus. Séleucie de Piérie a la fonction de port sur la Méditerranée mais comporte aussi le Nikatoreion, tombeau de Séleucos. Laodicée est également un port essentiel. Apamée est, quant à elle, une base militaire où sont entretenus notamment les éléphants de guerre et de nombreux soldats. Les quatre cités sont contrôlées directement par des agents royaux, appelés « préposés aux affaires », entrant ainsi dans la catégorie des cités intégrées dans la typologie de Laurent Capdetrey. Cette tétrapole syrienne constituait un réseau immense sur la Méditerranée permettant à Sélecuos de dominer toute la Syrie septentrionale. 

## Sources antiques
- Appien, Histoire Romaine, XI, Livre Syriaque.
- Diodore de Sicile, Bibliothèque historique [détail des éditions] [lire en ligne], XX.
- Libanios, XI.
- Jean Malalas, Chronographie, VIII.
- Strabon, Géographie [détail des éditions] [lire en ligne], XVI.